# Preston North End Football Club 2023-2024
Questa voce raccoglie le informazioni riguardanti il Preston North End Football Club nelle competizioni ufficiali della stagione 2023-2024.

## Maglie e sponsor
| Casa | Trasferta | Terza divisa |

Sponsor ufficiale: PAR Group
Fornitore tecnico: Nike

## Rosa
Rosa e numerazione, tratte dal sito internet ufficiale della società, aggiornate al 18 settembre 2023.
| N. |                             | Ruolo | Calciatore             |
| -- | --------------------------- | ----- | ---------------------- |
| 1  | Inghilterra (bandiera)      | P     | Freddie Woodman        |
| 3  | Irlanda (bandiera)          | D     | Greg Cunningham        |
| 4  | Inghilterra (bandiera)      | C     | Benjamin Whiteman      |
| 5  | Germania (bandiera)         | D     | Patrick Bauer          |
| 6  | Scozia (bandiera)           | D     | Liam Lindsay           |
| 7  | Irlanda (bandiera)          | A     | Will Keane             |
| 8  | Irlanda (bandiera)          | C     | Alan Browne (capitano) |
| 9  | Galles (bandiera)           | A     | Ched Evans             |
| 10 | Danimarca (bandiera)        | C     | Mads Frøkjær-Jensen    |
| 11 | Irlanda (bandiera)          | A     | Robbie Brady           |
| 13 | Irlanda del Nord (bandiera) | C     | Ali McCann             |
| 14 | Inghilterra (bandiera)      | D     | Jordan Storey          |
| 16 | Galles (bandiera)           | D     | Andrew Hughes          |
| 17 | Inghilterra (bandiera)      | A     | Layton Stewart         |
| 18 | Inghilterra (bandiera)      | C     | Ryan Ledson            |

| N. |                        | Ruolo | Calciatore      |
| -- | ---------------------- | ----- | --------------- |
| 19 | Danimarca (bandiera)   | A     | Emil Riis       |
| 20 | Galles (bandiera)      | C     | Ben Woodburn    |
| 21 | Galles (bandiera)      | P     | David Cornell   |
| 22 | Scozia (bandiera)      | D     | Calvin Ramsay   |
| 23 | Canada (bandiera)      | C     | Liam Millar     |
| 24 | Argentina (bandiera)   | A     | Felipe          |
| 25 | Stati Uniti (bandiera) | C     | Duane Holmes    |
| 26 | Inghilterra (bandiera) | D     | Jack Whatmough  |
| 28 | Montenegro (bandiera)  | A     | Milutin Osmajić |
| 30 | Inghilterra (bandiera) | C     | Kian Taylor     |
| 33 | Inghilterra (bandiera) | D     | Kian Best       |
| 34 | Inghilterra (bandiera) | C     | Kitt Nelson     |
| 35 | Inghilterra (bandiera) | C     | Noah Mawene     |
| 36 | Irlanda (bandiera)     | D     | Josh Seary      |
| 44 | Inghilterra (bandiera) | C     | Brad Potts      |